# Voievodatul Cuiavia și Pomerania
Voievodatul Cuiavia și Pomerania (poloneză: województwo kujawsko-pomorskie) este o regiune administrativă în centrul Poloniei. Capitala voievodatului și sediul guvernului regional este orașul Bydgoszcz iar sediul consilului regional (sejmik) este Toruń. 

## Diviziune administrativă
Voievodatul Cuiavia și Pomerania se împarte în 19 județe. În afară de județe, regiunea contine și patru municipii.

### Municipii
1. Bydgoszcz
2. Grudziądz
3. Toruń
4. Włocławek

### Județe teritoriale
| 1. Aleksandrów Kujawski 2. Brodnica 3. Bydgoszcz 4. Chełmno 5. Golub-Dobrzyń 6. Grudziądz 7. Inowrocław | 1. Lipno 2. Mogilno 3. Nakło nad Notecią 4. Radziejów 5. Rypin 6. Sępólno Krajeńskie | 1. Świecie 2. Toruń 3. Tuchola 4. Wąbrzeźno 5. Włocławek 6. Żnin |

## Legăuri externe
- pl  Pagina oficială